# Corydalis inconspicua
Corydalis inconspicua là một loài thực vật có hoa trong họ Anh túc. Loài này được Bunge ex Ledeb. mô tả khoa học đầu tiên năm 1841.